# Neukalen
 Neukalen város a Németország Mecklenburg-Elő-Pomeránia tartományában.  Lakosainak száma 1753 fő (2023. december 31.). 
Malchintól 10 km-re északra terül el.

## Városrészek
Hat városrész létezik:
| - Schönkamp - Schorrentin - Schlakendorf | - Karnitz - Warsow - Neukalen |

## Története
Altkalen elsőként 1174-ben, Neukalen írott forrásban elsőként 1232-ben tűnik fel urbs (város) et stagnum (tó) Kalenth nevén, 1306-ban Novum Kalant nevén és 1366-ban Nygenkalant nevén. Kalen 1253-ban városi jogot kapott, amit 1281-ben elvesztett és megint falu lett, Altkalen nevén. Más helyen Neukalen varos lett.

## Turistalátványosságok

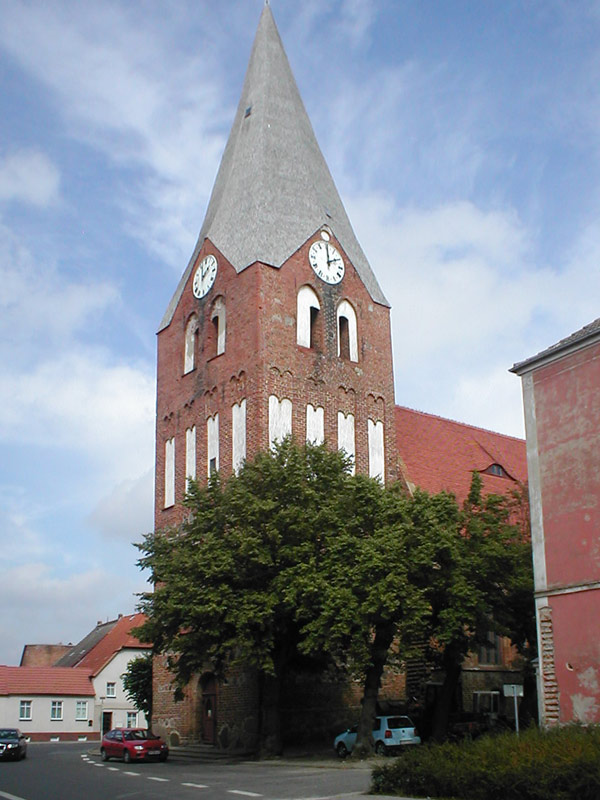
A St. Jánostemplom

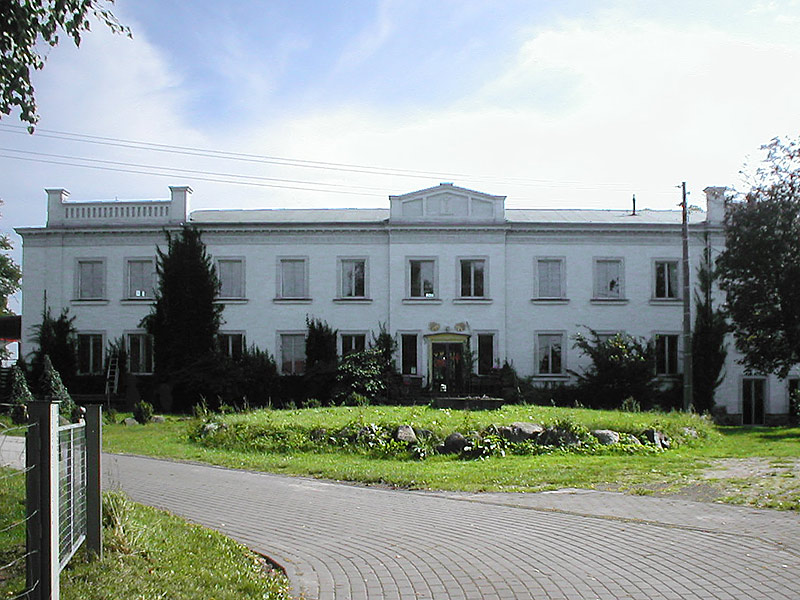
A schorrentini kastély

- evangelikus  St. Jánostemplom
- a schorrentini kastély

## Fargalam
A városnak nincs vasúti kapcsolata. A legközelebbi vasútállomás Malchinben a Bützow–Szczecin-vasútvonalon van. A volt Malchin–Dargun-vasútvonalon működik hajtány-forgalom a  Dargun–Neukalen–Salem szakaszon.